# Riečka (district de Banská Bystrica)
Pour les articles homonymes, voir Riečka.
Riečka est un village de Slovaquie situé dans la région de Banská Bystrica.

## Histoire
Première mention écrite du village en 1455.

## Démographie

### Évolution de la population
| Année:               | 1994. | 2004.    | 2014.    | 2024.    |
| -------------------- | ----- | -------- | -------- | -------- |
| Nombre de personnes: | 522   | 604      | 764      | 868      |
| Différence:          |       | +15,70 % | +26,49 % | +13,61 % |

| Année:               | 2023. | 2024.   |
| -------------------- | ----- | ------- |
| Nombre de personnes: | 873   | 868     |
| Différence:          |       | -0,57 % |